# سحلية ذات رجلين
خَيرُوط أو سحلية ذات رجلين أو سحلية دودية ذات رجلين (الاسم العلمي: Bipes)، جنس سحالي لاحمة من فصيلة سحالي ذات رجلين، توجد فقط في المكسيك. وهو العضو الوحيد في فصيلته.